# Place Dumon
Pour les articles homonymes, voir Dumon.

La place Dumon (en néerlandais : Dumonplein) est une place bruxelloise de la commune de Woluwe-Saint-Pierre. 

## Situation
La place Dumon est le cœur battant du quartier de Stockel. 
Elle est traversée en sa partie ancienne au nord par la rue de l'Église et est rejointe par :
- l'avenue de Hinnisdael, menant au nord vers Kraainem ;
- l'avenue Orban, menant au sud par l'avenue Alfred Madoux et le Putdael vers Auderghem ;
- l'avenue Baron Albert d'Huart menant à l'est vers les Quatre Bras de Tervuren ;
- le val des Seigneurs menant à l'ouest par la chaussée de Stockel vers Woluwe-Saint-Lambert.

## Historique

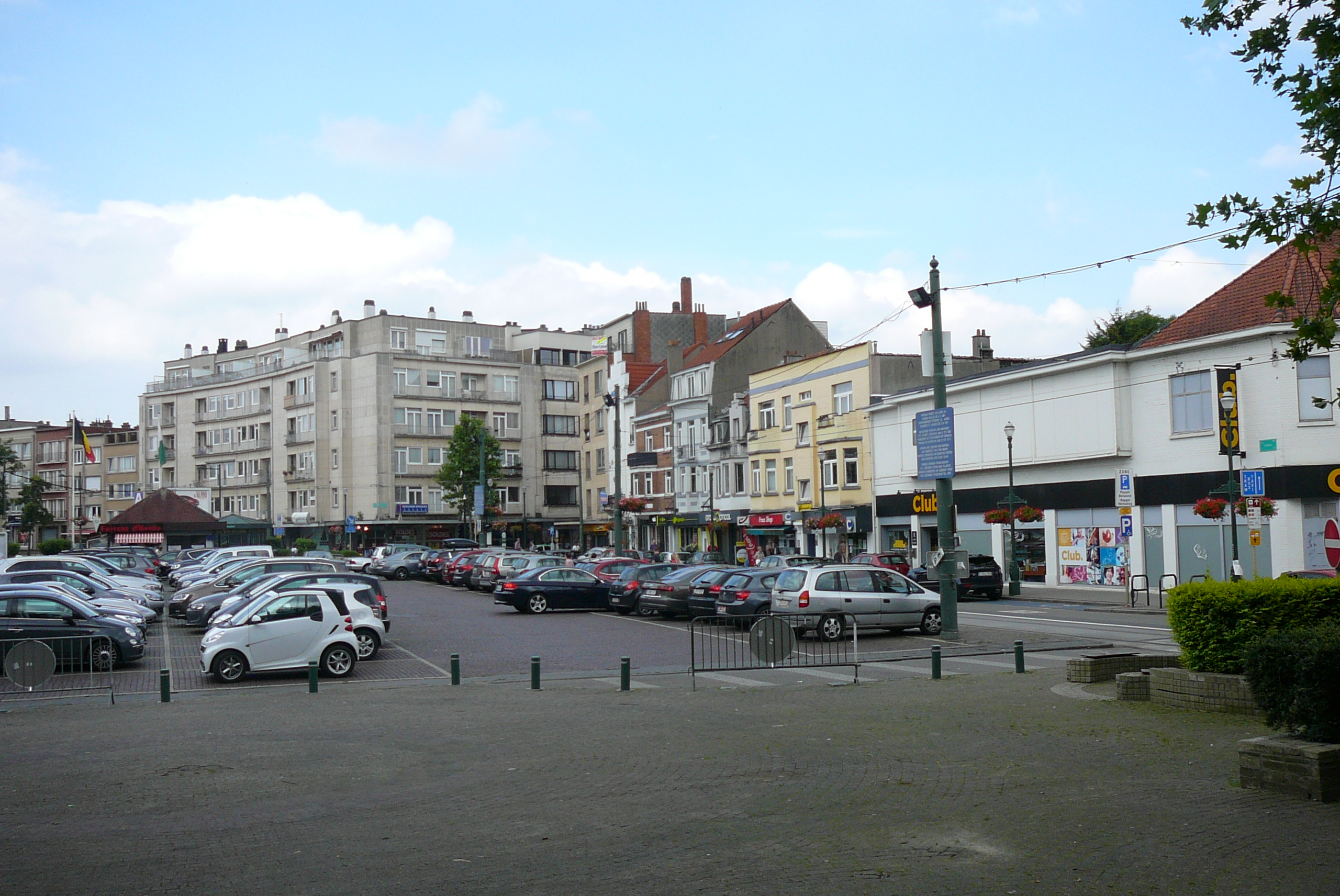
La place Dumon était déjà un parking à ciel ouvert début des années 1970.

L'emplacement de la place était connue sous le nom de Campagne Dumon. Le terrain avait été la propriété de l'ancien ministre libéral des travaux publics, Auguste Dumon. Il y possédait une maison de campagne, appelée Château Dumon. Le terrain est acheté par la commune en septembre 1924. L'aménagement de la place est autorisé par l'arrêté royal du 23 novembre 1928. Elle est une place commerçante dès sa construction. Un marché y est organisé à partir de 1935. La place est pavée en 1952. Peu de temps après, deux plaines de jeux y sont aménagées mais rapidement et définitivement au début des années 1970, elle devient un parking. Le milieu de la place est confirmé en 1987 dans son  aménagement des emplacements de parking,.

## Rénovation de la place

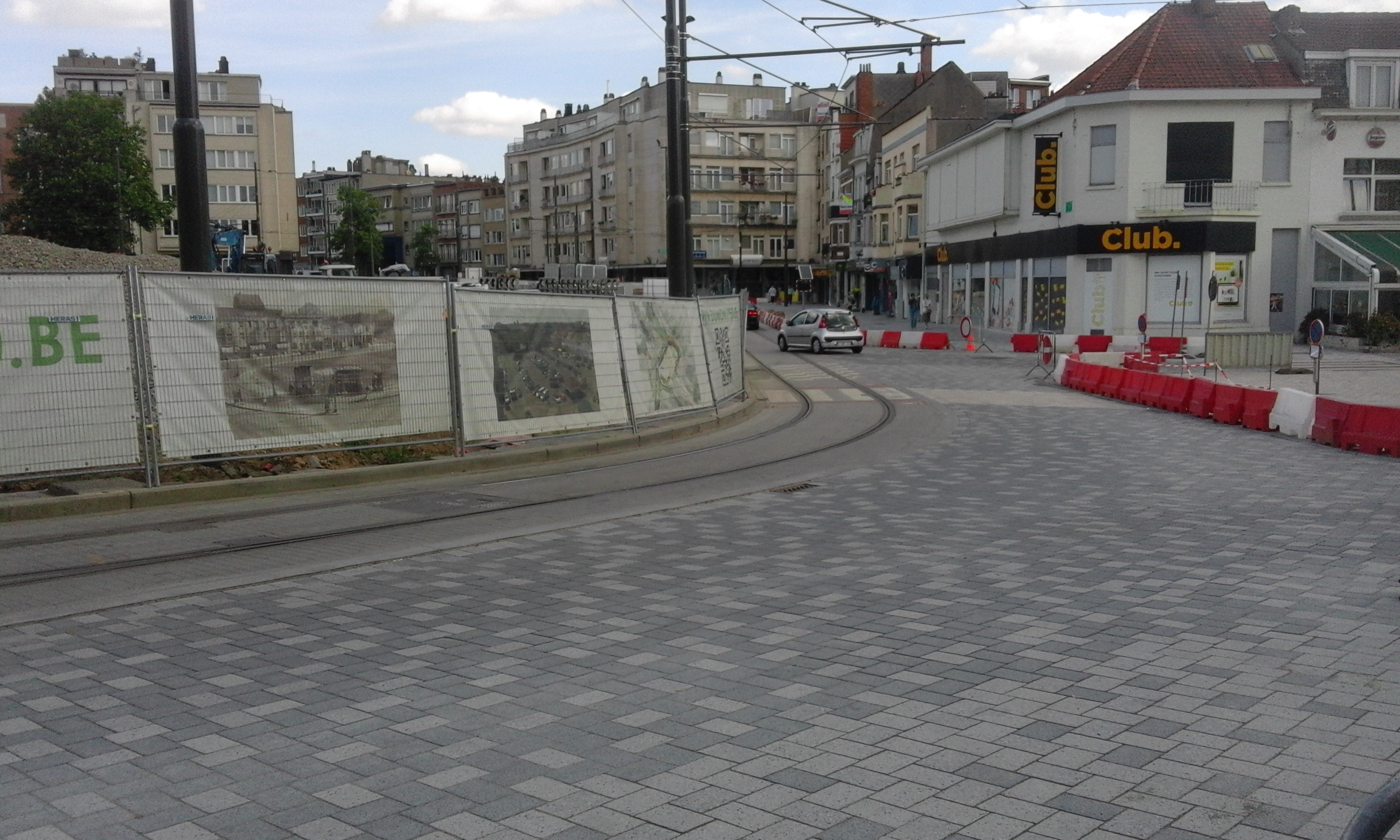
La place Dumon est en rénovation en 2017.

La place est réaménagée au cours des années 2017-2018. L'idée était de remplacer le parking central en un lieu convivial. Un auvent sera installé et le kiosque de la friterie sera modifié pour abriter également un café. La circulation des voitures se fera sur les rails de tram, du moins si l'essai est concluant. Le début de l'avenue Baron Albert d'Huart sera également réaménagé. Le projet a été choisi à la suite d'un appel d'offres. C'est le bureau d'architectes Artgineering qui a été choisi. Les travaux coûteront 4,6 millions d'euros, financés par la commune de Woluwe-Saint-Pierre à hauteur d'un million et par la Région de Bruxelles-Capitale pour le reste. Le parking du centre commercial Stockel Square, situé non loin de la place sera agrandi de 200 places pour compenser les places supprimées. Le projet est contesté par les commerçants et par les conseillers communaux du Mouvement réformateur, dans l'opposition. En octobre 2016, les commerçants et les autorités communales trouvent un terrain d'entente et le projet est amendé : 75 places gratuites de courte durée (1/2 heure) sont conservées sur la place. La place est inaugurée en mai 2018.

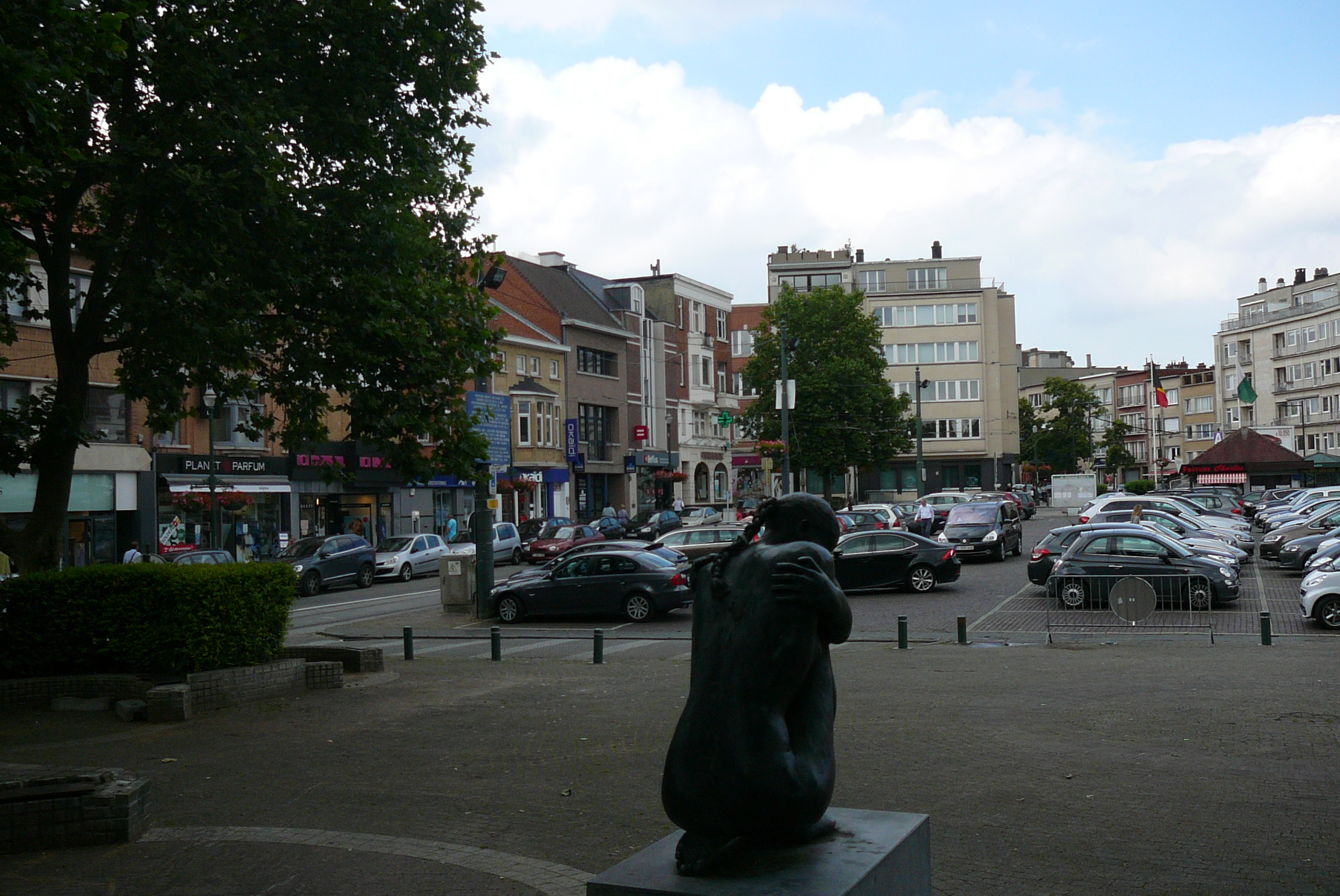
La place, en 2016, avant les travaux.
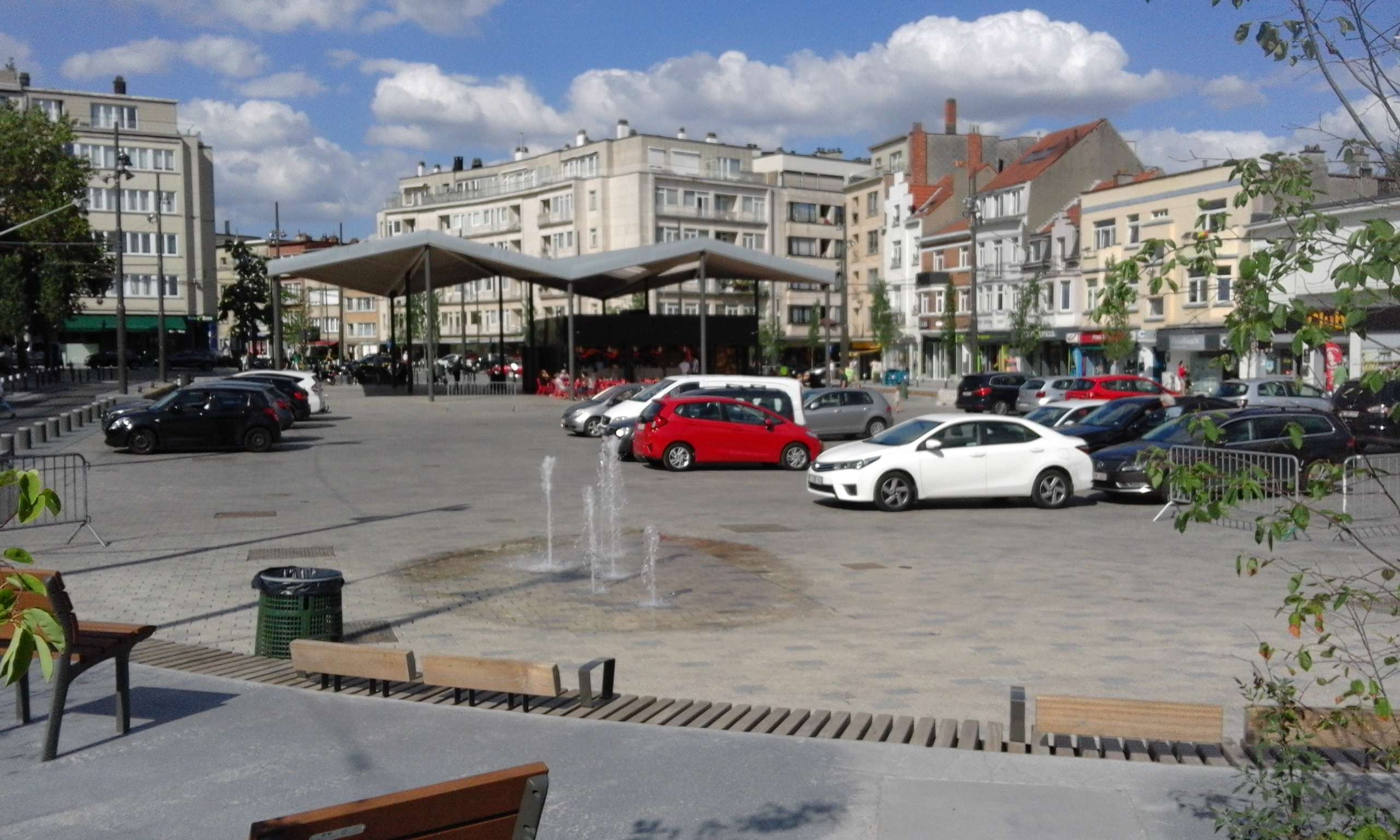
La place, en 2018, après les travaux.
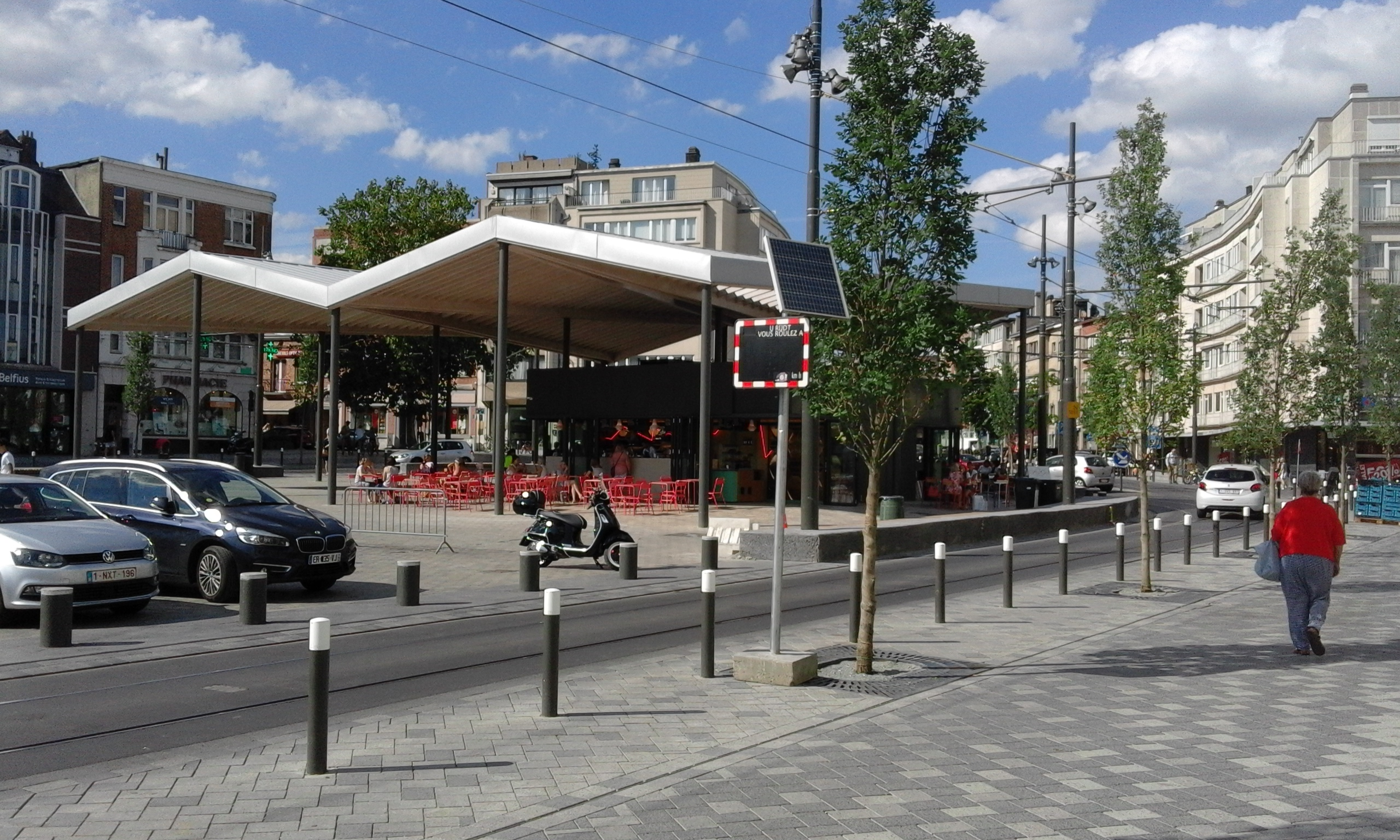
Le nouveau pavillon pour la friterie, le café et le glacier.
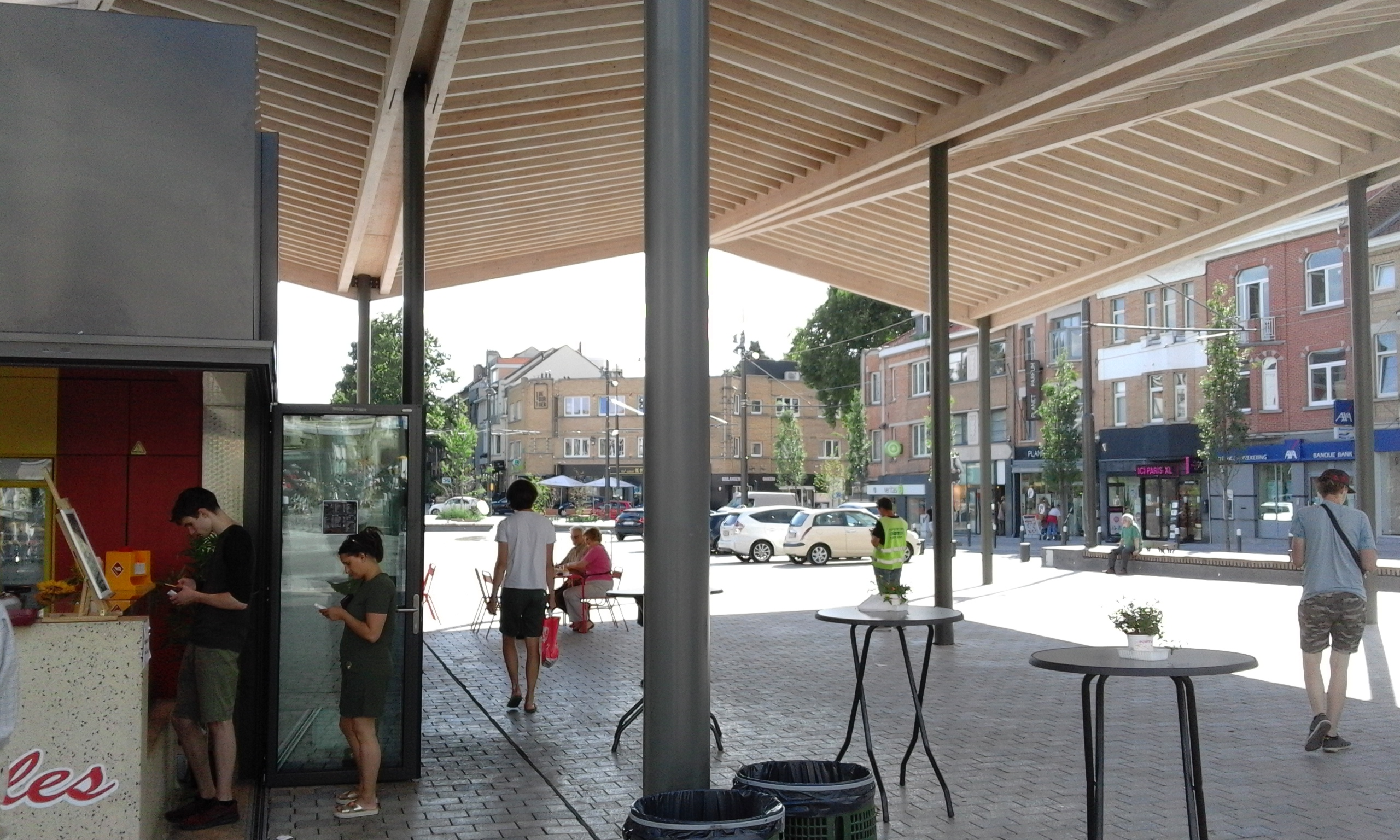
Sous l'auvent.

## Abords
Depuis le 15 août 1909, la ligne de tram 41 relie Stockel à Woluwe. Elle est aujourd'hui remplacée par la ligne 39. Une station de métro, Stockel, dessert le quartier.